# Боскотень
Боскотень, Боскотені (рум. Boscoteni) — село у повіті Ботошані в Румунії. Входить до складу комуни Фрумушика.
Село розташоване на відстані 346 км на північ від Бухареста, 30 км на південний схід від Ботошань, 66 км на північний захід від Ясс.

## Населення
За даними перепису населення 2002 року у селі проживала 701 особа, усі — румуни. Усі жителі села рідною мовою назвали румунську.